# ۱۳۵۰ (قمری)
۱۳۵۰ (قمری)، هزار و سیصد و پنجاهمین سال در گاهشماری هجری قمری است. اول محرم این سال برابر با نوزدهم مه سال ۱۹۳۱ میلادی است.

## درگذشتگان
- علی اکبر شیخ الاسلام ،  رئیس بلدیه (شهرداری) اصفهان ، نماینده اصفهان در دوره چهارم مجلس شورای ملی و نماینده اصفهان در مجلس مؤسسان نخست ایران
- مقبل‌السلطنه خراسانی؛ سران و صاحب منصبان دورهٔ قاجار

## وابسته
- تیمور بن فیصل